# Yalpara Conservation Park
Yalpara Conservation Park är en park i Australien. Den ligger i delstaten South Australia, omkring 260 kilometer norr om delstatshuvudstaden Adelaide.
Trakten runt Yalpara Conservation Park är nära nog obefolkad, med mindre än två invånare per kvadratkilometer..
Omgivningarna runt Yalpara Conservation Park är i huvudsak ett öppet busklandskap. Genomsnittlig årsnederbörd är 370 millimeter. Den regnigaste månaden är februari, med i genomsnitt 60 mm nederbörd, och den torraste är oktober, med 6 mm nederbörd.